# Veit Zöllers Verzeichnis
Veit Zöllers Verzeichnis (vollständig Veit Zöllers Verzeichnis der wegen Hochverraths in dem Verwahrungshause zu Zweibrücken verwahrten Personen, auch Veit Zöllersches Verzeichnis) ist ein Dokument aus der Zeit der Niederschlagung des Pfälzischen Aufstands. Es listet 209 vorläufig Beschuldigte auf, die zwischen Juni 1849 bis April 1850 in Untersuchungshaft kamen.

## Geschichte
Der Aufstand in der bayerischen Pfalz dauerte vom 2. Mai bis 19. Juni 1849. Am 2. Mai wurde beschlossen, einen zehnköpfigen Landesausschuss zur Verteidigung und Durchführung der Reichsverfassung (kurz: Landesverteidigungsausschuss) einzurichten. Am 17. Mai stimmte eine Versammlung von 28 Vertretern der pfälzischen Kantone in Kaiserslautern mit knapper Mehrheit (15:13 Stimmen) für die Errichtung einer fünfköpfigen provisorischen Regierung unter der Führung des Notars Joseph Martin Reichard. Diese Regierung bekannte sich zur Reichsverfassung und bereitete die endgültige Trennung von Bayern vor. Somit löste sich, wenn auch nur für wenige Wochen, die Rheinpfalz von der bayerischen Herrschaft. Am 18. Mai 1849 wurde ein Bündnis mit der Badischen Republik geschlossen.
Am 11. Juni 1849 überschritt die preußische Armee bei Kreuznach unangefochten die pfälzische Grenze. Bei Kirchheimbolanden kam es am 14. Juni zu einem Gefecht mit rheinhessischen Volkswehren, die aber letztlich alle getötet oder gefangen genommen wurden. Die schlecht bewaffneten revolutionären Truppen waren den Preußen hoffnungslos unterlegen. Widerstand wurde so gut wie nicht geleistet. Zudem wurde deutlich, dass der Pfälzer Aufstand mit zunehmender Radikalisierung keine breite Unterstützung mehr in der Landbevölkerung besaß. Am 14. Juni 1849 floh die provisorische Regierung. Mit dem Gefecht von Ludwigshafen am 15. Juni und dem Gefecht bei Rinnthal am 17. Juni 1849 waren die Kämpfe auf pfälzischem Boden beendet.
In der Folge wurden Hochverratsverdächtigte in das Gefängnis des Zweibrücker Bezirksgerichts eingewiesen bzw. dorthin überführt, da es sicherer erschien als das Centralgefängnis in Kaiserslautern. Erster Häftling war der „entlassene“ Gerichtsbote Veit Zöller aus Waldmohr, der eine Liste aller weiteren Insassen erstellte. Eine erste Fassung dieser Liste erschien als Druck. Erste Entlassungen erfolgten zum Jahreswechsel 1849/1850. Nach dem in der Pfalz gültigen, französischen Code pénal von 1810 mussten sie auch bei Strafen von wenigen Tagen erneut einsitzen, da die Untersuchungshaft nicht angerechnet wurde.
Bis Juni 1850 erstellte der erste Staatsanwalt Ludwig Schmitt die Anklag-Akte, errichtet durch die K. General-Staatsprokuratur der Pfalz, nebst Urtheil der Anklagekammer des K. Appellationsgerichtes der Pfalz in Zweibrücken vom 29. Juni 1850, in der Untersuchung gegen Martin Reichard, entlassener Notär in Speyer, und 332 Consorten, wegen bewaffneter Rebellion gegen die bewaffnete Macht, Hoch- und Staatsverraths etc. nebst einem Verweisungs-Urtheil mit 71 weiteren Namen.

## Umfang der Liste
Zöller vermerkte zu jedem Inhaftierten neben dem Namen, den Beruf, das Alter und die Konfession sowie das Datum der Einlieferung und gegebenenfalls das einer Entlassung. Als erster Inhaftierter hatte er die laufende Nummer „Eins“ in seinem Verzeichnis. Vollständige Listen sind in den Stadtarchiven Zweibrücken und Landau erhalten. Eine kommentierte Edition erschien 1983 in der Zeitschrift für die Geschichte der Saargegend.
Folgende Zugänge erfolgten in den Monaten:
- Juni 1849: 1–4
- Juli: 5–59
- August: 60–105
- September: 106–124
- Oktober: 125–130
- November: 131–141, 183–186 (Nachträge)
- Dezember: 142–163
- Januar 1850: 164–181
- Februar: 182, 187
- März: 188–207
- April: 208–209.[3]

## Veit Zöller
Veit Zöller wurde am 1. März 1797 in Kirrweiler als Sohn des katholischen Schulmeisters geboren. Von 1825 bis 1843 war er Gerichtsbote in Landau und wechselte dann als solcher zum Friedensgericht in Waldmohr. Im Mai 1849 wurde er Präsident des Kantonsausschusses zur Verteidigung der Reichsverfassung. In der Zeit des Aufstands beschlagnahmte Zöller Steuer- und Grubenkassen in Bexbach. In der Anklag-Akte wurde ihm „bewaffnete Rebellion“ vorgeworfen und erhielt er dort die Nummer 70. Im folgenden Hochverratsprozess freigesprochen, setzte sich Zöller umgehend über die französische Grenze nach Schweyen ab. Das Zuchtpolizeigericht verurteilte ihn in contumaciam zu einer fünfjährigen Gefängnisstrafe. Er starb vermutlich in Nordamerika.

## Belege
1. ↑  Rudolf H. Böttcher: Ludwig von Schmitt – Auf die Anklag-Akte folgt der persönliche Adel. In: Die Familienbande der pfälzischen Revolution 1848/1849. S. 308.
2. ↑  Rudolf H. Böttcher: Die Verweisungsurteile – Anklage-Akte, Teil 1. In: Die Familienbande der pfälzischen Revolution 1848/1849. S. 320.
3. ↑  Rudolf H. Böttcher: Hochverratsverdächtigte in Untersuchungshaft. In: Die Familienbande der pfälzischen Revolution 1848/1849. S. 321–322.
4. 1 2  Rudolf H. Böttcher: Veit Zöller – Die „glütig Haspel“, Häftling und Chronist in Zweibrücken. In: Die Familienbande der pfälzischen Revolution 1848/1849. S. 307.
5. ↑  Zweibrücken, den 1. August. In: Beilage zur Neuen Speyerer Zeitung. 3. August 1851. S. 835.